# Neue Schubert-Ausgabe

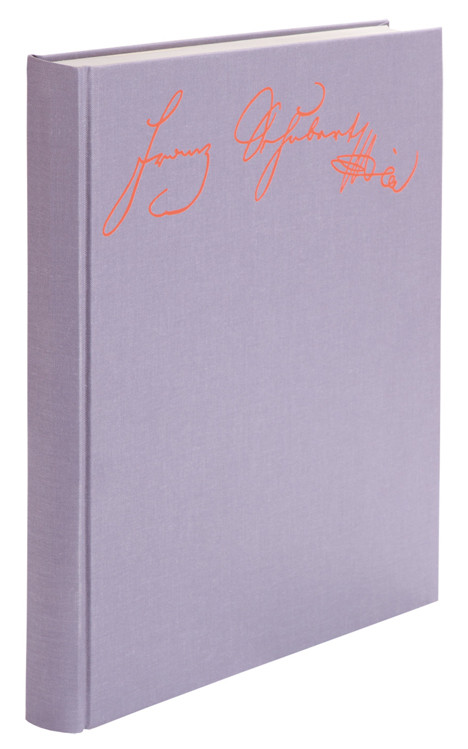
Neue Schubert-Ausgabe

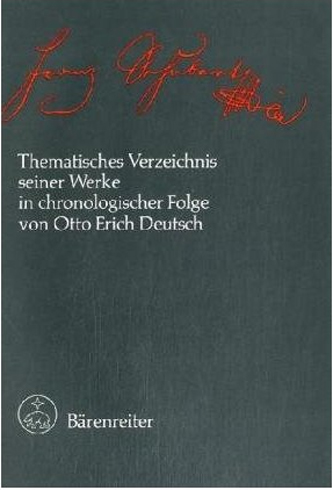
Deutsch-Verzeichnis 1978

Neue Schubert-Ausgabe (originaltitel: Franz Schubert: Neue Ausgabe sämtlicher Werke ('Ny utgåva av samtliga verk')) är en vetenskaplig kritisk "Gesamtausgabe" (samlingsutgåva) av tonsättaren Franz Schuberts verk. Den ges ut av Internationale Schubert-Gesellschaft e. V. (Internationella Schubertsällskapet) och noterna ges ut på musikförlaget Bärenreiter-Verlag i Kassel och den vetenskapliga rapporten i samarbete med Internationale Schubert-Gesellschaft i Tübingen. Utgåvan sammanställer det aktuella läget vad beträffar källor och de nyaste forskningsresultaten och erbjuder därmed en stabil bas för vetenskaplig och musikalisk praxis. 
Den nya utgåvan bemödar sig därmed om att vara trogen de speciella problem som har samband med förståelsen av Schuberts verk då dessa förekommer i många likvärdiga versioner.
Tankarna på en ny Schubertutgåva sträcker sig tillbaka till 1950-talet, innan det tog konkret gestalt. På Schuberts 135:e dödsdag, den 19 november 1963, bildades det internationella Schubertsällskapet. Dess enda uppgift var att möjliggöra en utgåva av samtliga Schuberts verk och i den ta med även fragment och utkast till musik. Därvid inrättade man en redaktionsgrupp som fick lokaler till förfogande vid den musikvetenskapliga institutionen vid universitetet i Tübingen. Samtidigt inrättades också en arbetsplats i Wien vid den österrikiska vetenskapsakademien.
Den nya Schubertutgåvan stöttades av VolkswagenStiftung som bidrog med ett femårigt anslag fram till 1979. Från österrikisk sida var Bundesministerium für Verkehr, Innovation und Technologie med från början, 1967 kom staden Wien med och i Schubertåret 1978 kom även den österrikiska vetenskapsakademien med som finansiär i projektet. Företrädd av Akademie der Wissenschaften und der Literatur i Mainz kom också utgåvan med i programmet för Union der deutschen Akademien der Wissenschaften 1979. Sedan dess finansieras den med medel från Förbundsrepubliken Tyskland, Förbundslandet Baden-Württemberg, Republiken Österrike, staden Wien och den österrikiska vetenskapsakademien.
Den nya Schubertutgåvan kommer att omfatta 83 band i följande sektioner:
1. Kyrkomusik (9 band)
2. Sceniska verk (18 band)
3. Flerstämmiga sånger (4 band)
4. Sånger (14 band)
5. Orkesterverk (7 band)
6. Kammarmusik (9 band)
7. Pianomusik (12 band)
8. Supplement (10 band)

Varje band innehåller ett utförligt förord och faksimilåtergivningar av källmaterial samt instruktiva kompletteringar till utgåvan. I slutet av varje band finns ett avsnitt "Källor och läsarter". Detaljerad beskrivningar av handskrifter och kompletterande förteckningar och korrektur är samlade i särskilda kritikavsnitt som utarbetats av det internationella Schubertsällskapet.